# Anđelo Iskra
Anđelo Iskra (Žuntići kraj Rovinja, 1940. –), hrvatski športski djelatnik i plivački trener.

## Život posvećen športu i mladima
U športu grada Rovinja aktivno je prisutan preko 65 godina bez prekida, najprije kao športaš, športski učitelj, trener i na kraju športski djelatnik, radeći paralelno u školi i športskom sustavu grada.
Nakon osnovne škole školovanje nastavlja u Sarajevu, prvo u Srednjoj fiskulturnoj školi a kasnije i na Visokoj školi za sport i tjelesni odgoj. Bio je među prvim nastavnicima tjelesnog odgoja iz Istre. Po završetku srednje škole 1959. zbog nedostatka kadrova prisiljen je godinu dana odraditi u osnovnoj školi u ŽminjU, da bi po završetku drugog dijela školovanja 1965. doselio u Rovinj zaposlivši se u I Osnovnoj školi kao nastavnik tjelesnog odgoja gdje je ostao punih 37 godina, sve do svog umirovljenja.
Rad u školi je uz redovite obveze bio ispunjen prije svega aktivnostima na promociji školskog športa, nastojeći mladima što više približiti značaj i vrijednosti športa i športskih aktivnosti.
Vrlo rano, već od samog početka uz rad u školi bio je aktivno uključen i u športski život grada. Prvi i jedini izbor bio je PK Delfin kojemu je posvetio punih 65 godina, radeći s puno uspjeha, gotovo volonterski i u vrlo zahtjevnim uvjetima prije svega kao trener plivanja, na edukaciji i športskom opismenjavanju brojnih generacija plivača i vaterpolista imenovanog kluba.
Kao športski trener postiže brojne i zapažene rezultate s posebnim naglaskom na rezultate postignute u radu sa Sandrom Rudanom, višestrukim prvakom i rekorderom bivše države u plivanju, prvim rovinjskim i istarskim olimpijcem u plivanju (München 1972.). Kao trener imao je privilegiju sudjelovati na velikim međunarodnim manifestacijama u plivanju (Balkanske igre u Sofiji, Mediteranske igre u Izmiru 1971., Univerzijada u Moskvi 1973. i drugo ).
Neko vrijeme bio je vrlo aktivan i na razvoju rukometnog športa, športske rekreacije, bio je i trener NK Rovinj, da bi na kraju u jednom mandatu obnašao i funkciju glavnog tajnika Saveza sportova grada Rovinja.

## Priznanja
Za svoj rad na razvoju i unapređenju športa grada Rovinja i šire dobio je brojna priznanja:
- Medalja povodom 50 g. PS Jugoslavije-za aktivnost na razvoju plivanja 1971.
- Rukometni Savez Hrvatske-priznanje za uspješan rad na razvoju rukometa 1968.
- Srebrna medalja Općine Rovinj za osobite uspjehe u radu Općine Rovinj-1982.
- Dobitnik medalje grada Rovinja za osobit doprinos za razvoj sporta – 1998.[1]
- Zlatna značka Saveza pedagoga fizičke kulture Hrvatske-priznanje za dugogodišnji uspješan rad-1991.
- Hrvatski Savez za športsku rekreaciju povodom obilježavanja Dana državnosti – 1993.
- Priznanje Plivačkog Saveza IŽ za dugogodišnji uspješan rad na unapređenju plivačkog sporta – 2006.
- Nagrada za životno djelo Saveza Sportova IŽ u oblasti sporta 2007.[2]
- Zahvalnica -Školski sportski Savez IŽ, za dugogodišnji rad na razvoju i promociji Školskog sporta-2014.
- Brojna druga priznanja pohvalnice, plakete.